# Täschhorn
El Täschhorn es una montaña suiza de los Alpes Peninos en el macizo del Mischabel. Se encuentra en el cantón del Valais, muy cercano al más alto Dom (4.545 m). Su notable altura la coloca en los primeros puestos de toda la cadena de los Alpes.

## Características

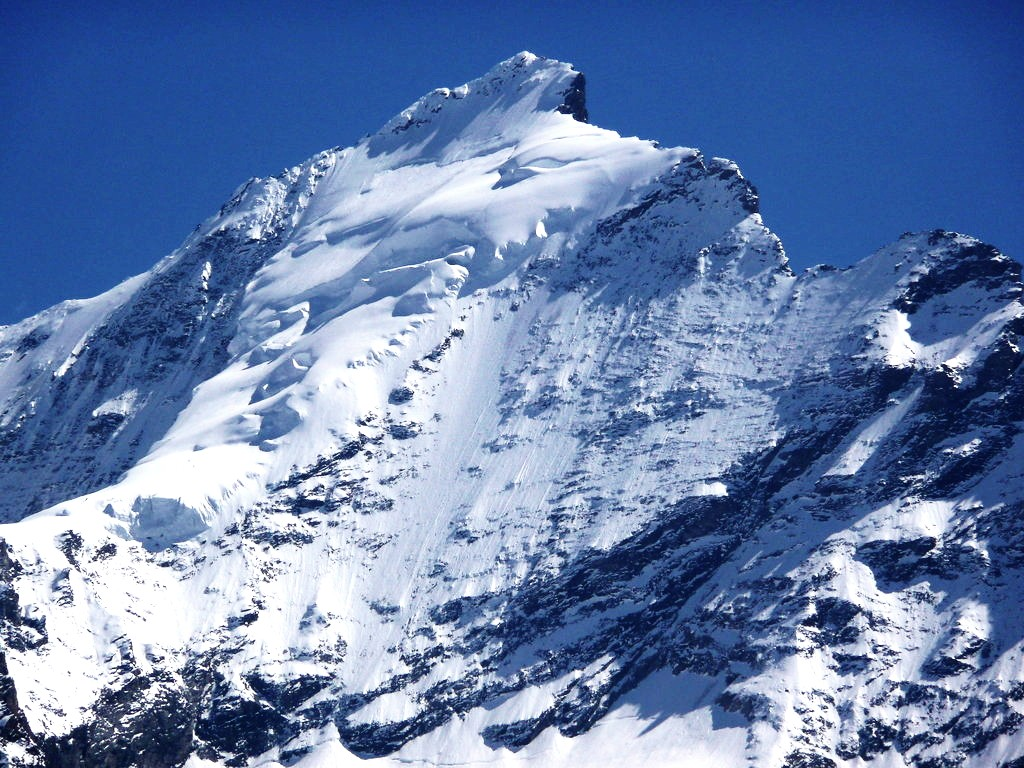
Cara oeste de la montaña.

Es la segunda cima más alta del macizo del Mischabel y es uno de los cuatromiles de los Alpes entre los más abruptos por la altura, las dificultades técnicas y los peligros objetivos.
La altura aparece como 4.490,7 m s. n. m. en la lista oficial de los cuatromiles de los Alpes, publicada por la UIAA en su boletín n.º 145, de marzo de 1994. En el libro Cuatromiles de los Alpes por rutas normales, Richard Goedeke indica los 4.490 m. 
Según la clasificación SOIUSA, el Täschhorn pertenece al grupo Cadena del Mischabel, que tiene como código I/B-9.V-A.2. Forma parte del gran sector de los Alpes del noroeste, sección de los Alpes Peninos, subsección Alpes del Mischabel y del Weissmies y supergrupo Macizo del Mischabel.

## Primera ascensión
El primer ascenso a la montaña fue completado por John Llewelyn-Davies y J. W. Hayward con los guías Stefan y Johann Zumtaugwald y Peter-Josef Summermatter el 30 de julio de 1862.

## Ascenso a la cima
Para salir a la cima se puede utilizar el vivac del Mischabeljoch (3.851 m). Al vivac se puede llegar junto al Täsch (cara del Mattertal) a través de un largo recorrido o desde Saas-Fee (cara del Saastal) con un recorrido más breve pero debiendo superar el Alphubel. Del vivac el ascenso se desarrolla después la arista sideste de la montaña.